# Rueda pedraíl

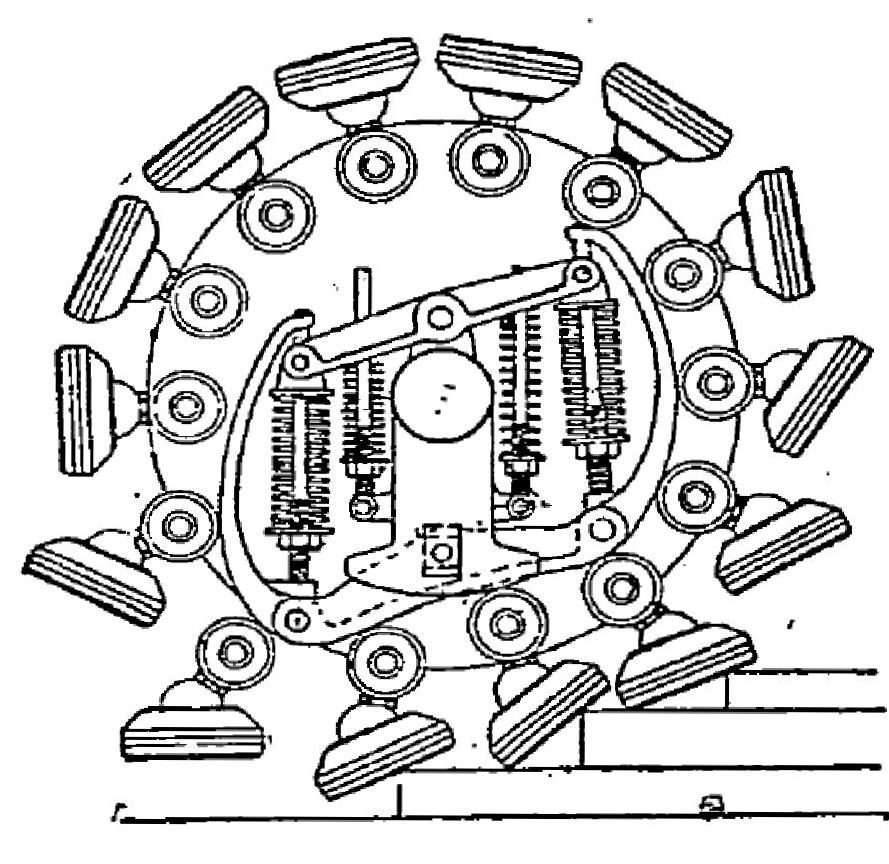
Una rueda pedraíl sobre una escalera

La rueda pedraíl es un tipo de rueda desarrollada a principios del siglo XX para la locomoción todoterreno. Consiste en una serie de "pies" (pedes en latín) conectados mediante pivotes a una rueda. A medida que la rueda gira, los pies entran en contacto con el suelo y giran para permanecer en contacto con el suelo a medida que la rueda se mueve sobre ellos. Las ruedas pedraíles pueden ser sistemas simples, con los pies conectados a una rueda rígida, pero existen sistemas más complejos que incluyen varios dispositivos de suspensión incorporados, diseñados para mejorar el rendimiento en terreno irregular. El sistema se utilizó en maquinaria agrícola. 
Las ruedas pedraíles no deben confundirse con las ruedas dreadnaught, que utilizan rieles articulados unidos en el borde para que la rueda ruede (también conocidas como ruedas de ferrocarril sin fin). Ambos diseños fueron reemplazados por sistemas de cadena continua, los conocidos vehículo oruga. 

## Definición
De acuerdo con el Diccionario Webster de 1913, un pedraíl es:

Un dispositivo destinado a reemplazar la rueda de un vehículo autopropulsado para su uso en carreteras en mal estado y para aproximarse a la suavidad del funcionamiento de una rueda sobre un carril. La banda de rodadura consiste en una serie de pies de goma calzados que están conectados por juntas de rótula a los extremos de los radios deslizantes. Cada radio tiene unido un pequeño rodillo que a su vez corre bajo un corto riel giratorio controlado por un poderoso conjunto de resortes. Esta disposición permite que los pies se acomoden a obstáculos incluso como escalones o escaleras.
Webster's Revised Unabridged Dictionary, C&G Merriam, 1913..

## Invención

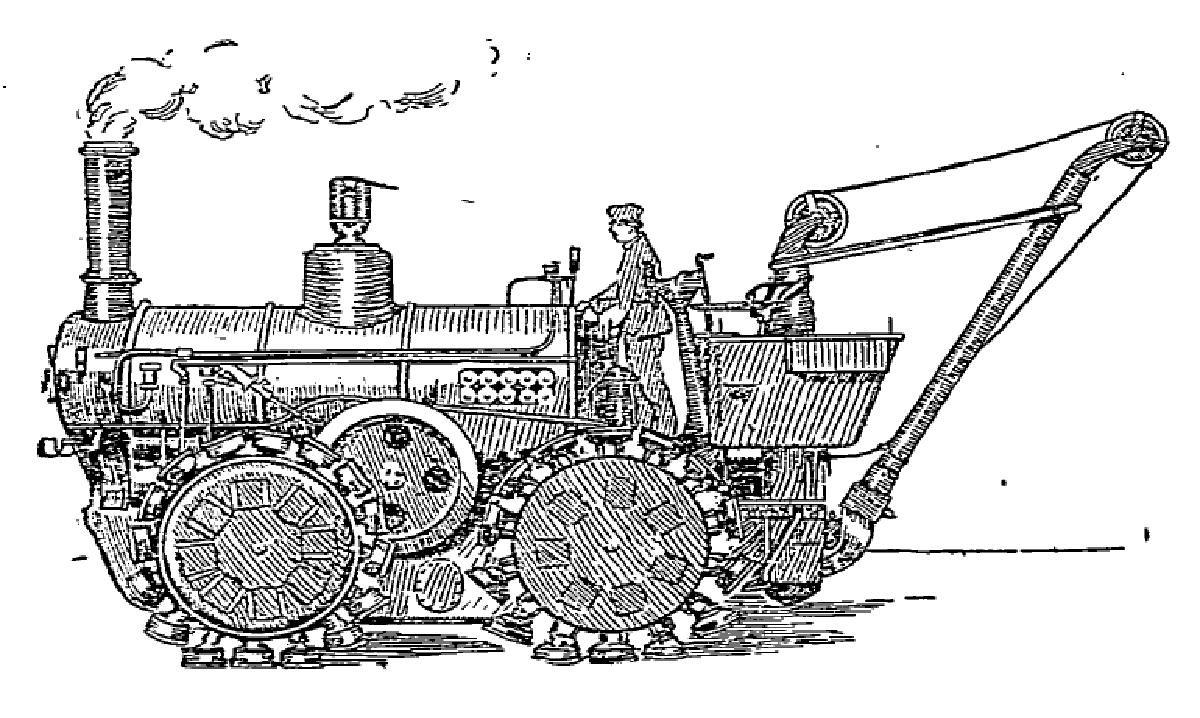
La locomotora pedraíl, inventada por Bramah Joseph Diplock de Londres

La rueda pedraíl fue inventada en 1903 por el londinense Bramah Joseph Diplock. Consiste en la fijación de pies (raíz latina "ped" ) a la llanta de una rueda, para mejorar la tracción y facilitar el movimiento en terrenos irregulares o embarrados. Se diseñaron sofisticadas ruedas pedraíl, con suspensión individual para cada pie, lo que facilitaba el contacto con terrenos irregulares. 
Bramah Joseph Diplock también inventó la locomotora pedrail que apareció en el New York Times del 7 de febrero de 1904.

## En la ficción

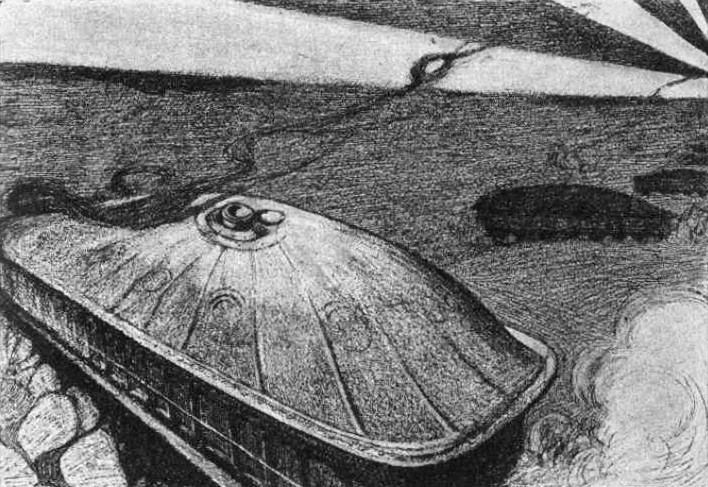
Ilustración de 1904 en el relato de H. G. Wells The Land Ironclads, publicado en diciembre de 1903, mostrando enormes embarcaciones terrestres revestidas de hierro, equipadas con ruedas de pedraíl

HG Wells, en su relato The Land Ironclads, publicado en The Strand Magazine en diciembre de 1903, describió el uso de grandes vehículos blindados todo terreno, armados con cañones automáticos y que se mueven sobre ruedas de pedraíl, para romper un sistema de trincheras fortificadas, rompiendo las líneas de defensa y despejando el camino para un avance de la infantería:

Eran esencialmente estructuras de acero largas, estrechas y muy fuertes, que transportaban los motores, y se apoyaban en ocho pares de ruedas de pedraíl grandes, cada una de aproximadamente diez pies de diámetro, cada una de ellas una rueda motriz y apoyadas en ejes largos libres para girar alrededor de un eje común. Este disposición les daba la máxima adaptabilidad a los contornos del terreno. Se arrastraban nivelados a lo largo del suelo, con un pie de altura sobre un montículo y otro en una depresión profunda, y podían mantenerse erguidos y firmes de lado incluso en una colina empinada.

En War and the Future, Wells reconoció el pedraíl de Diplock como el origen de su idea de un vehículo blindado todo terreno:

La idea me fue sugerida por los inventos de cierto Sr. Diplock, cuya noción de "ped-rail", la noción de una rueda que era algo más que una rueda, una rueda que permitiría a las locomotoras subir laderas y cruzar campos arados, eran del dominio público desde hace casi veinte años.

Aunque Wells describe las ruedas pedraíl en detalle, varios autores han tomado erróneamente su descripción como una especie de oruga. La versión de Diplock de una pista sin fin no se diseñó hasta unos diez años después de la publicación de la historia de Wells. La rueda pedraíl no jugó ningún papel en el diseño de los primeros tanques británicos.

## Cadenas
En 1910, Diplock abandonó la rueda pedraíl y comenzó a desarrollar lo que llamó la cadena continua, en la que las ruedas fijas corrían sobre una correa en movimiento, muy similar a las orugas como se entienden ahora. Era un sistema complicado y de alto mantenimiento, y en 1914 Diplock finalmente produjo una versión con una banda más simple y ancha. La máquina podía transportar una tonelada de carga y ser arrastrada con un mínimo esfuerzo por un caballo. Demostró los atributos de la oruga: baja fricción y baja presión sobre el suelo. 